# Hattínské rohy
Hattínské rohy (hebrejsky קרני חיטין, arabsky قرون حطين) je vyhaslá sopka v Dolní Galileji. Pojmenování vychází z bývalé blízké vesnice Hattín a skutečnosti, že sopka má dva viditelné vrcholy. Hattínské rohy se nacházejí na Ježíšově stezce. Nejvyšší bod Hattínských rohů se nachází v nadmořské výšce 326 m n. m.
V roce 1187 na Hattínských rozích proběhla poslední fáze bitvy u Hattínu, v jejímž důsledku padl Jeruzalém opět do rukou muslimů.